# USTA Challenger of Redding 2012
Lo USTA Challenger of Redding 2012 è stato un torneo di tennis facente parte della categoria ITF Women's Circuit nell'ambito dell'ITF Women's Circuit 2012. Il torneo si è giocato a Redding negli Stati Uniti dal 10 al 16 settembre 2012 su campi in cemento e aveva un montepremi di $25,000.

## Vincitori

### Singolare
Chelsey Gullickson ha battuto in finale  Allie Will con il punteggio di 6–3, 4–6, 6–2.

### Doppio
Jacqueline Cako /  Sanaz Marand hanno battuto in finale  Macall Harkins /  Chieh-Yu Hsu con il punteggio di 7–6(5), 7–5.